# Nordic Seaplanes
Nordic Seaplanes er et dansk flyselskab, der siden maj 2016 har drevet en rute med vandfly mellem Københavns Havn og Aarhus Havn.

## Historie
I 2012 var der fremskredne planer om at flyve med vandfly fra Aarhus Havn (ICAO: EKAC) til Københavns Havn (ICAO: EKCC). Via selskabet Samsoe Seaplanes var man i følge initiativtager Rune Balle kun én enkelt tilladelse fra at kunne sætte ruten i drift med et Cessna 208-fly.
Men det var først i slutningen af 2014 at der for alvor kom skred i tingene. Erhvervsmanden og racerkører Lars Erik Nielsen var sammen med advokat og kaptajn Lasse Rungholm gået ind i projektet. Lars Erik Nielsen og to fætre havde i 2013 solgt Maldivian Air Taxi for et milliardbeløb. Maldivian havde på dette tidspunkt 45 vandfly. Til Nordic Seaplanes blev der i december 2014 indkøbt et 37 år gammelt DHC-6 Twin Otter-300-fly, der før havde fløjet for det iranske selskab Iranian Naft Airlines. Det fløj i april 2015 fra Dubai til Schweiz, hvor det gennemgik en otte måneder lang totalrestaurering, ligesom der blev monteret amfibiepontoner på flyet, så det kunne starte og lande på vand og på land. Flyet fik den danske indregistrering OY-NSA.
I februar 2016 var den oprindelige initiativtager Rune Balle ude af projektet, og det blev nu udelukkende ledet af Lars Erik Nielsen og Lasse Rungholm. 25. maj 2016 kunne Nordic Seaplanes for første gang lette fra Nordre Toldbod i København med betalende passagerer og lande cirka 45 minutter senere i Østhavnen i Aarhus. Dette blev Danmarks første kommercielle rute med vandfly, og startede med fire returflyvninger på hverdage. Flyet opereres officielt af schweisiske Zimex Aviation Ltd.
I 2016 blev der fløjet frem til 23. december, og i 2017 fløj man igen fra 23. februar. Der blev transporteret 6.500 passagerer i 2016, med 98 % af afgangene til tiden og meget få aflysninger.[kilde mangler]
Allerede efter første driftsår, eller rettere halvåret fra 1. juli 2016, var der et samlet overskud. Selskabet Nordic Seaplanes måtte ganske vist konstatere et underskud på godt én million kroner, men investeringsselskabet DHC6 Invest, der afholder udgifter til vandflyveren, gav et overskud på halvanden million kroner. Samlet set blev overskuddet knap 500.000 kroner, hvilket skyldtes lavere udgifter end ventet til fly og flyvepladserne.
I 2021 blev der indkøbt endnu en Twin Otter vandflyver. Den 17. august 2021 lettede fly nr. 2 første gang fra Aarhus med kurs mod København. I dag indgår flyet i den daglige rutefartplan‚ der primært er udvidet med flere morgen- og eftermiddagsafgange fra både Aarhus og København.
Af de nyligt offentliggjorte årsrapporter for selskaberne bag Nordic Seaplanes fremgår det, at der atter er sorte tal på bundlinjen.
Nordic Seaplanes landede således et samlet grupperesultat på knap 2,8 millioner kroner for 2024. Specifikt i Nordic Seaplanes A/S var der et overskud på 458.000 kroner mod et underskud på knap 1,2 millioner kroner året før. I DHC6 Invest ApS lød overskuddet på knap 1,1 millioner kroner mod et tab på 1,3 millioner kroner i 2023. I det tredje selskab, Nordic Sky Ltd, der blev stiftet som et helejet datterselskab på Malta i 2022, var der et overskud på omkring 1,2 millioner kroner i 2024. Selskabet råder over Nordic Seaplanes’ driftstilladelse (AOC), som blev modtaget i februar 2024, samt selskabets Air Training Organisation (ATO). 
Mens Nordic Seaplanes A/S står for salg af billetter og markedsføring af vandflyet, ejer DHC6 Invest ApS de to Twin Otter-fly og driver flyvepladserne i Aarhus Havn og Københavns Havn. 
Nordic Seaplanes flyver mellem havnene i Aarhus og København med Twin Otter-flyet med den maltesiske registrering 9H-OCEAN. Herudover har selskabet et fly af samme type, og det flyver i Maldiverne på en treårig kontrakt frem til slutningen af 2026. 
Nordic Seaplanes har tidligere fløjet med to vandfly mellem Aarhus og København, men det er der umiddelbart ikke udsigt til vil ske igen, med mindre markedet ændrer sig. 
I september 2024 indgik Nordic Seaplanes en aftale med norske Elfly Group, der er i færd med at udvikle et el-vandfly. Flyet bærer navnet Noemi, der er en sammentrækning af ordene no emissions, der på dansk betyder ingen udledninger. Det første selskab, der får de nye elfly, bliver netop Nordic Seaplanes. Flyet får plads til ni passagerer og er dermed lidt mindre end Twin Otter-flyene. 
Selskabet vil således flyve med to mere støjsvage fly og have flere frekvenser, hvis ellers Københavns Kommune udsteder en miljøgodkendelse til operationen.
Nordic Seaplanes gik i begyndelsen af juni i gang med at opføre en ny hangar på havnen i Aarhus. En investering på ni millioner kroner. 
Sideløbende med ruten og de øvrige projekter har Nordic Seaplanes også haft fin succes med deres ATO (flyveskole, red.) i løbet af 2024, hvor selskabet træner egne og eksterne vandflypiloter på 9H-OCEAN fra Aarhus Havn. Denne del af forretningen har bidraget stort til årets overskud, og det skal den også fremover. 
Et andet projekt, som Nordic Seaplanes længe har arbejdet på, er samarbejdet med Surcar Airlines, som selskabet også ejer en del af. Surcar Airlines holder til i Las Palmas, hvor to spaniere, der også er medejere, arbejder hårdt på at få alle tilladelser i hus for at kunne opstarte testflyvning med vandfly på De Kanariske Øer.

## Kontroverser
Den 27. maj og 5. september 2021 modtog Trafikstyrelsen anonyme henvendelser om, at Nordic Seaplanes havde undladt at efterleve sikkerhedsforanstaltningerne fastsat af Trafikstyrelsen. På grund af dette bad Trafikstyrelsen Østjyllands Politi om at rejse tiltale mod Nordic Seaplanes Invest, som er ejer af virksomheden, for at have afgivet urigtige oplysninger til Trafikstyrelsen i forbindelse med et tilsyn. Konflikten medførte at Nordic Seaplanes fløj på dispensation, men Trafikstyrelsen har i marts 2022 givet vandflyselskabet en ny femårig tilladelse, under særlige betingelser.